# Odontosciara grandis
Odontosciara grandis är en tvåvingeart som beskrevs av Werner Mohrig 2003. Odontosciara grandis ingår i släktet Odontosciara och familjen sorgmyggor.
Artens utbredningsområde är Honduras. Inga underarter finns listade i Catalogue of Life.